# Harriet Williams Russell Strong
Harriet Williams Russell Strong (23 de julio de 1844–6 de septiembre de 1926) fue una activista social estadounidense, inventora, conservacionista y figura destacada de los inicios del movimiento feminista. Sus innovaciones pioneras en el almacenamiento de agua y el control de inundaciones permitieron la construcción de la presa Hoover y el canal All-American. Como reconocimiento a su trayectoria fue admitida en el National Women's Hall of Fame y el National Inventors Hall of Fame.